# Lemuel Todd
Lemuel Todd (* 29. Juli 1817 in Carlisle, Pennsylvania; † 12. Mai 1891 ebenda) war ein US-amerikanischer Politiker. Zwischen 1855 und 1857 sowie nochmals von 1873 bis 1875 vertrat er den Bundesstaat Pennsylvania im US-Repräsentantenhaus.

## Werdegang
Lemuel Todd erhielt eine gute Grundschulausbildung. Im Jahr 1839 absolvierte er das Dickinson College in seiner Heimatstadt Carlisle. Nach einem anschließenden Jurastudium und seiner 1841 erfolgten Zulassung als Rechtsanwalt begann er dort in seinem Beruf zu arbeiten. Später wurde er Mitglied der 1854 gegründeten Republikanischen Partei. Bei den Kongresswahlen des Jahres 1854 wurde Todd im 16. Wahlbezirk von Pennsylvania in das US-Repräsentantenhaus in Washington, D.C. gewählt, wo er am 4. März 1855 die Nachfolge von Carlton Brandaga Curtis antrat. Da er im Jahr 1856 nicht bestätigt wurde, konnte er bis zum 3. März 1857 zunächst nur eine Legislaturperiode im Kongress absolvieren. Diese war von den Ereignissen im Vorfeld des Bürgerkrieges geprägt.
Während des Bürgerkrieges war Todd Major im Heer der Union. Danach gehörte er als Inspector General of Pennsylvania zum Stab des Gouverneurs. Bei den Wahlen des Jahres 1872 wurde Todd in einem staatsweiten Distrikt von Pennsylvania erneut in den Kongress gewählt, wo er zwischen dem 4. März 1873 und dem 3. März 1875 eine weitere Legislaturperiode absolvieren konnte. Im Jahr 1874 verzichtete er auf eine weitere Kandidatur. Nach seiner Zeit im US-Repräsentantenhaus praktizierte Lemuel Todd wieder als Anwalt. Er starb am 12. Mai 1891 in Carlisle, wo er auch beigesetzt wurde.